# Taphropiestes dumbletoni
Taphropiestes dumbletoni – gatunek chrząszcza z nadrodziny zgniotków i rodziny Cavognathidae. Zamieszkuje Nową Zelandię.

## Taksonomia
Gatunek ten opisany został po raz pierwszy w 1973 roku przez Roya A. Crowsona pod nazwą Zeonidicola dumbletoni. Jako miejsce typowe wskazano Birdlings Flat na Nowej Zelandii. Epitet gatunkowy nadano na cześć L.T. Dumbletona, który odłowił materiał typowy. Crowson umieścił ów gatunek w monotypowym wówczas rodzaju Zeonidicola, który zsynonimizowany został z Taphropiestes w 2010 roku przez Adama Ślipińskiego i Wiolettę Tomaszewską w ramach rewizji rodziny Cavognathidae.

## Morfologia
Chrząszcz o wydłużonym ciele długości od 2,8 do 3,3 mm, z wierzchu wysklepionym i skąpo porośniętym przylegającymi, złotymi szczecinkami, dłuższymi i gęstszymi po bokach pokryw. Ubarwienie ma ciemnobrunatne do czarnego z ciemnobrązowymi czułkami i odnóżami. Oskórek jest błyszczący.
Głowa jest poprzeczna, słabo w tyle zwężona, pozbawiona dołków czy U-kształtnej bruzdy w części czołowej, o daleko ku przodowi wystających i zaostrzonych policzkach. Czułki są niemal tak długie jak głowa i przedplecze razem wzięte, zbudowane z 11 członów, z których te dziewiątego do ostatniego formują słabo wyodrębnioną buławkę.
Długość przedplecza wynosi 0,8 jego szerokości. Przedplecze jest najszersze na wysokości delikatnych zagięć kątowych boków i stamtąd ku tyłowi silniej niż ku przodowi zwężone. Jego przednie i tylne kąty są rozwarte, a listewki boczne dobrze widoczne są jedynie w pobliżu tych ostatnich. Powierzchnia przedplecza ma słabo zaznaczone wciski przypodstawowe w pobliżu środka nasady oraz nieco mniejsze niż na ciemieniu punktowanie zanikające zwykle w części środkowej dysku. Silnie poprzeczna, prostokątnawa tarczka ma delikatnie i gęsto punktowaną powierzchnię. Pokrywy są około trzykrotnie dłuższe od przedplecze, od 1,8 do 1,9 razy dłuższe niż łącznie szerokie, o niewystających ku przodowi kątach barkowych, gęsto pokryte punktami tak dużymi, jak na przedpleczu. Wyrostek międzybiodrowy przedpiersia jest półtorakrotnie dłuższy od przedniego biodra i 1,2 raza szerszy niż panewka tegoż. U samców trzy pierwsze człony przednich stóp są silnie rozszerzone, a stóp środkowych rozszerzone słabo.
Na spodzie odwłoka widocznych jest pięć sternitów, z których pierwszy pozbawiony jest linii zabiodrowych i wypuszcza ku przodowi wąsko trójkątny wyrostek międzybiodrowy, a pozostałe mają ukośne wciski w kątach przednio-bocznych. Edeagus w genitaliach samca ma pojedynczą, szeroką rozpórkę pośrodkową. 

## Ekologia i występowanie
Gatunek endemiczny dla Nowej Zelandii. Jest nidikolem występującym w gniazdach takich ptaków jak pingwin mały, kormoran nakrapiany, kormoran nowozelandzki i modrolotka żółtoczapkowa.